# Hôtel de Metz de Rosnay
El hotel de Metz de Rosnay (también conocido como hotel de Forceville o hotel Vigier ) es un hôtel particulier ubicada en la plaza de las Victorias en2 distrito de París, Francia. Está en el lado oeste de la plaza, entre la calle La Feuillade al sur y el Hôtel de Prévenchères al norte, en la ubicación del antiguo Hôtel de La Ferté-Senneterre.
Fue clasificado como monumento histórico en 1962. El entrepiso lo ocupa una sucursal bancaria que ha conservado la carpintería y la organización del espacio de principios del siglo XX gracias a su protección.